# Shiraz Minwalla
Shiraz Minwalla (Mumbai, 1972) è un fisico indiano specializzato in fisica teorica e teorico della teoria delle stringhe.
È un membro del Dipartimento del Tata Institute of Fundamental Research di Mumbai. Era nella Harvard Society of Fellows, un'associazione di studenti riconosciuti dalla stessa università di Harvard per il loro potenziale accademico e supportati nella loro carriera, e successivamente divenne assistente di professore nella stessa università.

## Biografia
Nato a Mumbai, in India, nel 1972 da padre parsi e madre musulmana, Minwalla si diplomò alla Campion School di Mumbai nel 1988 per poi laurearsi all'Indian Institute of Technology Kanpur di Kanpur nel 1995. Conseguì il suo dottorato di ricerca all'Università di Princeton sotto la guida di Nathan Seiberg.

## Premi e riconoscimenti
Gli venne riconosciuto dal Dipartimento di scienze e tecnologie del governo dell'India il Swarnajayanti Fellowship 2005-06. Vinse, inoltre, il ICTP Prize nel 2010, così come il Premio Shanti Swarup Bhatnagar per la scienza e la tecnologia, il più grande riconoscimento scientifico dell'India, nella categoria riguardante la fisica nel 2011. Nel 2013 gli venne conferito l'Infosys Prize dall'associazione scientifica Infosys.  L'anno dopo vince il Breakthrough Prize in Fundamental Physics per "i suoi contributi nello studio della teoria delle stringhe e della teoria quantistica e in particolare per il suo lavoro sul rapporto tra le equazioni della fluidodinamica e le equazioni della relatività di Albert Einstein". Nel 2016 la TWAS, the academy of sciences for the developing world lo premia con il TWAS Prize della fisica.

## Lavori
- Sayantani Bhattacharyya, Veronika E. Hubeny, R. Loganayagam, Gautam Mandal, Shiraz Minwalla, Takeshi Morita, Mukund Rangamani e Harvey S. Reall, Local fluid dynamical entropy from gravity, in Journal of High Energy Physics, vol. 2008, n. 6, 2008,  p. 055, Bibcode:2008JHEP...06..055B, DOI:10.1088/1126-6708/2008/06/055, arXiv:0803.2526.